# Rąkczyn
Rąkczyn – wieś w Polsce położona w województwie łódzkim, w powiecie poddębickim, w gminie Poddębice.
Wieś Rąkczyno własność opactwa cystersów w Sulejowie położona była w końcu XVI wieku w powiecie łęczyckim województwa łęczyckiego.
Według legendy wioska powstała w połowie średniowiecza na skutek pracy osiadłych tam chłopów (wieś służebna), stąd nazwa – Rąk-czyn. Początkowo Rąkczyn dzielił się na Rąkczyn właściwy i Kolonie Rąkczyn, które po pewnym czasie połączone zostały w jedną wioskę. W wiekach późniejszych Rąkczyn zachowywał charakter zagrodowy. Rąkczyn tworzy jedno sołectwo z wioskami: Byczyna i Kolonia Byczyny. W latach 1975–1998 miejscowość położona była w województwie sieradzkim.